# آسیاب‌های آبی تک زو
آسیابهای آبی تک زو (صالح آباد)جغرافیای تاریخی شهرستان وشهر گناباد نشان می‌دهد که این شهرستان در دوران پیش از اسلام معبر داخلی فلات ایران و قسمت‌های شرقی آن محل برخورد و میدان جنگ لشکریان ایران و توران بوده‌است. همچنین مشخص شده‌است که در کنار این معبر اصلی و جنگی که به وسیله تنگلهای کلات و زیبد به دشت پشن و گیسور و بالاخره به قسمت‌های شرق ایران می‌پیوسته. آثار تاریخی از جمله قلعه فرود وجود دارد.
قله‌ای که قلعه فرود بر فراز آن قرار داردرفیع و عظیم بوسیلله دو تک (تنگه) از قله‌های اطراف خود جدا شده‌است یکی از این دره‌ها به " تک زو" که آبی به همین نام در آن جاری است معروف می‌باشد. این آب آبشارهایی به ارتفاع ۳ تا ۱۰ متر تشکیل می‌دهد و قریه کوچکی بنام " زو " را مشروب می‌کند. دیواره‌های سنگی طرفین ان بسیار مرتفع به نظر می‌رسد و در بعضی جاها به صورت ایوان مسقف درآمده است. این منطقه ییلاقی در ۳۰ کیلومتری جنوب غرب گناباد قرار دارد.
این روستا مربوط به دوران‌های تاریخی پس از اسلام است و در شهرستان گناباد، بخش کاخک، روستای تک میدان واقع شده و این اثر در تاریخ ۷ مهر ۱۳۸۱ با شمارهٔ ثبت ۶۳۷۸ به‌عنوان یکی از آثار ملی ایران به ثبت رسیده است.